# Partido Republicano Português
O Partido Republicano Português foi o partido que propôs e conduziu à substituição da Monarquia Constitucional por uma República Liberal Parlamentar, em Portugal.

## Origem
Ele é originário, matricialmente e no contexto europeu, do jacobinismo da Revolução Francesa de 1789: liberdade, igualdade e fraternidade, a bandeira das esperanças progressistas no decurso do século XIX.
Embora o republicanismo pudesse já existir em Portugal, latente, na corrente mais à esquerda das Cortes Gerais de 1820, assim como na ideologia setembrista (a partir de 1836) e na Patuleia (1846–47) — embora esta rebelião fosse uma mistura muito heterogénea da esquerda setembrista, de elementos miguelistas e de um populismo serôdio baseado nos meios rurais do país — o movimento republicano português, ativado com as inaugurações do Centro Republicano Democrático em Abril 1876 e do Centro Republicano Federal em Janeiro de 1879, ambos radicados em Lisboa, havia de se constituir progressivamente no Partido Republicano Português, a partir do Congresso Republicano de Junho de 1883, reunido igualmente na capital portuguesa, nas salas do Clube Henriques Nogueira.
O sentimento republicano nasceu assim como reação contra o imobilismo sem substância em que caíra a ideologia e a política cartistas (adeptos da Carta Constitucional que substituíra a Constituição vintista e a Constituição setembrista). Todos os anseios de reforma capitularam perante os interesses consolidados e o temor das inovações.
Não é, pois, contra o liberalismo que o republicanismo se ergue e se afirma, mas sim contra a interpretação que dele foi concretizada no regime constitucional cartista, simultaneamente de teor político, social e económico. Aquilo que o republicanismo pretende, em suma, é superar o compromisso institucionalizado pela monarquia constitucional que, na sua opinião, corromperia as virtualidades liberais, e estabelecer um regime que concretizasse quer a liberdade, quer a igualdade, quer a fraternidade.
Todavia, para lá de alguns meios intelectuais, o republicanismo não teve expressão significativa até 1890. Mesmo os homens mais representativos da geração de 70 — Antero de Quental, Oliveira Martins, Eça de Queirós só episódica e superficialmente consideraram a fórmula republicana a mais adequada à efetivação do ideal democratizante que os entusiasmava.
A verdade é que as hostes propriamente republicanas, apesar de aguerridas, eram muito escassas no início do terceiro quartel do século XIX, e que se impunha, portanto, uma larga, sistemática e persistente obra de propaganda. Em tal missão se vão empenhar, quase exclusivamente, os republicanos a partir de cerca de 1874 até ao ano decisivo do Ultimato britânico de 1890 (1890), tendo essa propaganda culminado nos festejos cívicos da comemoração do centenário de Camões (1880). 

## Criação, diretório e primeiros deputados
Em 3 de Abril de 1870 foi eleito um Diretório Republicano Democrático, que se pode considerar o embrião do Partido Republicano. Em 25 de Março de 1876 foi legalmente criado, com consentimento do rei D. Luís, o Partido Republicano e, em 3 de Abril do mesmo ano foi eleito o seu primeiro diretório, de que faziam parte Oliveira Marreca, Latino Coelho, Elias Garcia, Consiglieri Pedroso. Em Novembro de 1878 foi eleito pelo Porto o primeiro deputado apresentado em Portugal aos eleitores como republicano, José Joaquim Rodrigues de Freitas, que anteriormente (1870–1874) fora deputado pelo Partido Histórico. Em 1879 é eleito um novo diretório, de que faziam parte os dois primeiros do grupo anterior e ainda Sousa Brandão, Bernardino Pinheiro e Eduardo Maia.
Até 1890, data do Ultimato, o Partido Republicano teve pouca adesão eleitoral (não teve mais de 2 deputados, que foram sucessivamente eleitos em 1884, 1887 e 1889), adesão diminuída pela concorrência do Partido Socialista que embora nunca tivesse conseguido eleger um único deputado, retirava ao Partido Republicano uma parte dos votos contrários aos partidos monárquicos. Porém, nas eleições logo a seguir ao Ultimato o Partido Republicano conseguiu eleger 3 deputados por Lisboa (Elias Garcia, Latino Coelho e Manuel de Arriaga). 

## Programa
O programa do PRP (Partido Republicano Português) era mais específico nas reivindicações de carácter marcadamente político: igualdade (civil e política); liberdade em todas as suas manifestações; governo do povo pelo povo; justiça democrática. Quanto ao escopo económico e social, a reivindicação mais significativa que apresenta é: «a liberdade de troca assegurada por uma legislação liberal em assuntos económicos; abolição dos direitos de consumo cobrados pelo Estado». Na verdade o republicanismo é um liberalismo que, buscando incorporar uma mística patriótica, ou remoçá-la, concebe a «ideia dum ressurgir da pátria portuguesa» mediante um «governo do povo pelo povo».
Mas, considerava Basílio Teles, «com que direito perguntam ao partido republicano por um programa? … A monarquia em Portugal tem sido isto: a incompetência, o impudor, a opressão. A estes artigos de fé de regeneradores e progressistas compreende-se que não houvesse senão um ato de caridade a contrapor por homens que não viam ideias a combater, mas atentados a punir: a demolição sumária do regime».
Podem igualmente serem aduzidas outras influências no pensamento republicano. Uma delas, que o marcou muito e concorreu para a sua queda após se ter tornado poder, foi o seu anticlericalismo. É despiciendo saber se as causas desse anticlericalismo foram o positivismo de Augusto Comte, a influência maçónica ou o ódio popular aos padres. O anticlericalismo do republicanismo poderá ter, certamente, uma inspiração maçónica, mas fundamentalmente é a revolta contra a estreita aliança estabelecida entre a Igreja e a Carta Constitucional a partir de meados do século XIX. O republicanismo concluiu que só lograria estabelecer um regime genuinamente liberal minando a influência maciça da Igreja nos destinos da vida portuguesa. Por isso, ele reivindicou, desde o início, a separação da Igreja e do Estado e o registo civil. Aquilo que na propaganda republicana estava em causa, no que à religião respeitava, não era a contestação do direito à liberdade religiosa, que na teoria e na prática defendiam, mas o papel da Igreja Católica na sacralização do regime constitucional. 
A questão é que o anticlericalismo — e, sobretudo, o antijesuitismo — dos republicanos ganhou entretanto autonomia própria, devido ao seu imenso apoio entre o povo, particularmente nas grandes cidades. Por exemplo, e este é apenas um exemplo entre muitos, na revista Ilustração Portuguesa de fins de 1910 aparece uma fotografia de dois “cientistas” republicanos medindo o crânio de um padre jesuíta, para confirmar, “cientificamente” tratar-se de um degenerado. Os republicanos triunfantes implantaram a separação entre o Estado e as igrejas. O Estado deixou, de facto, de administrar a Igreja, deixando os padres de ser funcionários públicos, deixando o culto de ser subvencionado, e implementando-se o registo civil. Pela primeira vez em Portugal, nascer, casar ou morrer passaram a ser atos primacialmente civis que a Igreja Católica não controlava. Pela primeira vez desde o início da inquisição, saíram da clandestinidade pequenas comunidades religiosas não católicas, e foram abolidas as leis contra a blasfémia, permitindo a livre crítica da religião.
As mulheres, «pela sua crendice fácil», eram, para os republicanos, o principal fim da corrupção jesuítica. Os casos de raptos de mulheres para os conventos horrorizaram a opinião pública. Pela primeira vez, existiram movimentos feministas expressivos, e foi legalizado o divórcio e melhorada a situação dos filhos ilegítimos.
Resumindo, na sua ascensão, o republicanismo recrutou adeptos em todas as classes da sociedade liberal, capazes mental e moralmente de se preocuparem com a coisa pública. O proletariado, inicialmente mais próximo do socialismo, transitou para o republicanismo a partir de cerca de 1890, o mesmo ocorrendo com alguns dos seus mentores, como José Correia Nobre França, que havia convivido com Antero de Quental e José Fontana, grandes proprietários agrícolas, como José Relvas; professores universitários, como José Falcão, Teófilo Braga, Duarte Leite, etc.; altas patentes do Exército e, principalmente, da Marinha; advogados, médicos, professores de todos os graus do ensino em suma, elementos de todas as classes da sociedade liberal convergiram a partir daquela data para a solução republicana.
Assim, um ano depois do Ultimato inglês (11 de janeiro de 1891), o PRP publicava um manifesto programa que precedeu de 3 semanas a sublevação de 31 de janeiro de 1891. A repressão subsequente ao esmagamento da revolta e a acusação de que o PRP estava implicado nela, fragilizou-o bastante. Nas eleições seguintes só conseguiu 2 deputados e a partir de 1894 até 1900 o PRP desistiu das pugnas eleitorais face às fracas possibilidades de êxito. Para além do caciquismo nos meios rurais, as eleições, embora em teoria livres, não eram, de forma alguma, um modelo em termos de igualdade de tratamento e de lisura nos atos.
Em vez disso o PRP apostou em criar uma rede de organização partidária, com comissões políticas paroquiais, municipais e distritais. Foi o primeiro partido moderno em Portugal. Em 1900 são eleitos 3 deputados, todos pelo Porto, entre eles Afonso Costa. Em 1906 são eleitos 4 deputados (entre eles Afonso Costa, António José de Almeida e Alexandre Braga). Nas eleições a seguir ao regicídio, o PRP elegeu três deputados (entre eles Brito Camacho) e ganhou 16 câmaras municipais (entre elas Lisboa). No início de 1910 a representação do PRP subiu para 14 deputados.
Todavia, meses antes da revolução que iria levar a República ao poder, aquele número apenas representava cerca de 10% dos deputados, devido ao caciquismo, e devido também a um habilidoso desenho dos círculos eleitorais. Em Lisboa, longe do caciquismo da província, os republicanos obtinham 62% dos votos.

## Regicídio de 1908
O Regicídio de 1 de Fevereiro de 1908, ocorrido na Praça do Comércio (mais conhecida por Terreiro do Paço), em Lisboa, marcou profundamente a História de Portugal, uma vez que dele resultou a morte do Rei D. Carlos e do seu filho e herdeiro, o Príncipe Real D. Luís Filipe.
O atentado ficou-se a dever ao progressivo desgaste do sistema político português, vigente desde a Regeneração, em parte devido à erosão política originada pela alternância e rotatividade de dois partidos no Poder: o Progressista e o Regenerador. O Rei, como árbitro do sistema político, papel que lhe era atribuído pela Constituição, havia designado João Franco para o lugar de Presidente do Conselho de Ministros (chefe do Governo). Este, dissidente do Partido Regenerador, solicitou ao Rei o encerramento do Parlamento para poder implementar uma série de medidas com vista à moralização da vida política. Com esta medida acirrou-se toda a oposição, não só a republicana (bastante ativa em Lisboa), mas também a monárquica, liderada pelos políticos rivais de Franco.
O Rei tornou-se então no alvo de todas as críticas, que acusavam Franco de governar em Ditadura. A questão dos adiantamentos à Casa Real (regularização das dívidas régias ao estado, sendo que a Lista Civil da Casa Real não era revista há mais de cinquenta anos), e a assinatura do Decreto de 30 de Janeiro de 1908, que previa a expulsão sumária para as colónias dos envolvidos numa intentona republicana ocorrida dois dias antes, precipitaram os acontecimentos. O Rei, a Rainha e o Príncipe Real encontravam-se no Palácio de Vila Viçosa, no Alentejo, onde costumavam passar uma temporada de caça no inverno. Os acontecimentos acima descritos levaram D. Carlos, relutantemente, a antecipar o regresso a Lisboa, tomando o comboio, na estação de Vila Viçosa, na manhã do dia 1 de Fevereiro. A comitiva régia chegou ao Barreiro ao final da tarde, onde tomou o vapor D. Luís, com destino à Estação Fluvial Sul e Sueste, desembarcando no Terreiro do Paço por volta das 17 horas da tarde. Apesar do clima de grande tensão, o rei optou por seguir em carruagem aberta, com uma reduzida escolta, para demonstrar normalidade. Enquanto saudavam a multidão presente na Praça, a carruagem foi atacada por vários disparos. Um tiro de carabina atravessou o pescoço do Rei, matando-o imediatamente. Seguiram-se vários disparos, enquanto o Príncipe Real conseguia alvejar um dos atacantes, sendo em seguida atingido na face por um outro disparo. A rainha, de pé, defende-se com o ramo de flores que lhe tinham oferecido, fustigando um dos atacantes que subira o estribo da carruagem. O infante D. Manuel é também atingido num braço. Dois dos regicidas, Manuel Buíça, professor primário expulso do Exército e Alfredo Costa, empregado do comércio e editor de obras de escândalo, são mortos no local. Outros fogem. A carruagem entra no Arsenal da Marinha, onde se verifica o óbito do Rei e o do Herdeiro do Trono, não se tendo praticado autópsias.
O infante sobrevivente, D. Manuel, pueril e totalmente impreparado para o cargo, reinaria até 1910. Após o atentado, pediu a demissão o Governo de João Franco, que não impedira a morte do Rei. O Governo "de Acalmação" lançou um rigoroso inquérito, primeiro presidido pelos juízes Alves Ferreira e depois por José da Silva Monteiro e dr. Almeida e Azevedo que ao longo dos dois anos seguintes veio a apurar que o atentado, fora cometido por membros da Carbonária, que pretendia liquidar a Monarquia. O processo de investigação estava concluído nas vésperas do 5 de Outubro. Entretanto, tinham sido descobertos mais suspeitos do assassinato como Alberto Costa (Pad Zé), Aquilino Ribeiro, Virgílio de Sá, Domingos Fernandes e outros. Alguns dos conspiradores estavam refugiados no Brasil e em França, e dois pelo menos foram mortos pela Carbonária. O regicídio de 1908 acabou por abreviar a monarquia ao colocar no trono o jovem D. Manuel II, lançando os partidos monárquicos uns contra os outros perante o gáudio dos republicanos. A Europa ficou revoltada com este atentado, uma vez que D. Carlos era estimado pelos restantes chefes de estado europeus. Logo a seguir à Proclamação da República Portuguesa, o tal Juiz Almeida e Azevedo entregou o referido processo ao Dr. José Barbosa, membro do Governo provisório que o levou a Afonso Costa, Ministro da Justiça do Governo Provisório.

## Revolução Republicana e reformas do novo sistema
Durante o breve reinado de D. Manuel II — que ascendeu ao trono logo após o atentado a D. Carlos, de onde resultou também a morte do seu filho herdeiro Luís Filipe, Duque de Bragança —, o movimento republicano acentuou-se, chegando mesmo a ridicularizar a monarquia. A 3 de Outubro de 1910 estalou a revolta republicana que já se avizinhava no contexto da instabilidade política. Embora muitos envolvidos se tenham esquivado à participação — chegando mesmo a parecer que a revolta tinha falhado — foi também graças à incapacidade de resposta do Governo em reunir tropas que dominassem os cerca de duzentos revolucionários que resistiam de armas na mão. Comandava as forças monárquicas, em Lisboa, o General Manuel Rafael Gorjão Henriques, que se viu impotente para impedir a progressão das forças comandadas por Machado Santos. Com a adesão de alguns navios de guerra, o Governo rendia-se, os republicanos proclamavam a República, e D. Manuel II era exilado.
"O 5 de Outubro de 1910. Como Republicanos e cidadãos comprometidos com a sociedade, no dia 5 de Outubro saímos à rua com as nossas cada vez mais queridas bandeiras verde-rubras que neste dia 5 de Outubro inundarão as ruas das principais cidades Portuguesas elevando o ambiente e nossos corações de esperança e certeza em um novo regime Republicano capaz de transformar a política nas nossas principais divisas, Liberdade, Igualdade, Fraternidade. Estas tão ansiadas divisas que todos estamos desejando ver desenvolvidas em nosso quotidiano e que no fim as veremos se formos capazes de unirmo-nos no chão pátrio de Portugal, sem fissuras nem ruturas e com verdadeiros desejos de lutar por elas. Uma vez mais na nossa capital, Lisboa demonstraremos com o nosso bem fazer e o nosso civismo (o de todo o povo), que somos capazes de reivindicar nossos direitos e de espalhá-los sem hesitações nem distúrbios, como só nós o fazemos a quem não entende de democracia, e que por conseguinte não sabem que ainda não vivem nela, na suposta democracia que se manifestará como tal, no dia em que haja uma verdadeira separação de poderes que poderão decidir que Constituição regulará o regime republicano desta democracia, e quando esse poder puder controlar o quotidiano dos nossos cidadãos, então haverá uma verdadeira Democracia Republicana nas ruas, nos empregos, nas agremiações sociais, nos campos, em todo um país novamente Regenerado que aclamará por essa sociedade mais justa, com ordem , segurança e tradição, unidos sob um mesmo grito plural: VIVA A REPÚBLICA PORTUGUESA !" PRP

### Dirigentes
- Afonso Costa
- Fonseca Lima

### Outros membros destacados
- José Relvas
- Leonardo Coimbra

## Resultados eleitorais

### Eleições legislativas
| Data                     | Votos   | %          | Deputados | +/-     | Status   |
| ------------------------ | ------- | ---------- | --------- | ------- | -------- |
| 1878                     | N/D     | N/D        | 2 / 149   |         | Oposição |
| 1879                     | N/D     | N/D        | 1 / 149   | 1       | Oposição |
| 1881                     | N/D     | 1,0 (4.º)  | 1 / 149   | Estável | Oposição |
| 1884                     | N/D     | 1,0 (4.º)  | 2 / 169   | 1       | Oposição |
| 1887                     | N/D     | 1,0 (4.º)  | 2 / 170   | Estável | Oposição |
| 1889                     | N/D     | 1,0 (4.º)  | 2 / 169   | Estável | Oposição |
| 1890                     | N/D     | 2,0 (3.º)  | 3 / 169   | 1       | Oposição |
| 1892                     | N/D     | 3,0 (5.º)  | 4 / 169   | 1       | Oposição |
| 1894                     | N/D     | N/D        | 2 / 169   | 2       | Oposição |
| 1895                     | Boicote | Boicote    | Boicote   | Boicote | Boicote  |
| 1897                     | Boicote | Boicote    | Boicote   | Boicote | Boicote  |
| 1899                     | N/D     | N/D        | 3 / 145   |         | Oposição |
| 1900                     | N/D     | N/D        | 0 / 145   | 3       | Oposição |
| 1901                     | N/D     | N/D        | 0 / 157   | Estável | Oposição |
| 1904                     | Boicote | Boicote    | Boicote   | Boicote | Boicote  |
| 1905                     | N/D     | N/D        | 0 / 157   |         | Oposição |
| 4/1906                   | N/D     | N/D        | 1 / 157   | 1       | Oposição |
| 8/1906                   | N/D     | N/D        | 4 / 157   | 3       | Oposição |
| 1908                     | N/D     | 5,0 (4.º)  | 7 / 157   | 3       | Oposição |
| 1910                     | N/D     | 9,0 (3.º)  | 14 / 153  | 7       | Oposição |
| Instauração da República |         |            |           |         |          |
| 1911                     | N/D     | 84,0 (1.º) | 229 / 234 | 215     | Governo  |

## Tópicos Relacionados
- Regimes políticos
- Monarquia Constitucional
- República
- Estado Novo
- Partido Democrático (Portugal)